# Hylorops matruelis
Hylorops matruelis är en tvåvingeart som beskrevs av Günther Enderlein 1921. Hylorops matruelis ingår i släktet Hylorops, och familjen vapenflugor. Inga underarter finns listade.